# Índice de color (geología)
En la geología el índice de color es una medida de la proporción de minerales oscuros y claros en una roca ígnea. Los minerales oscuros son los minerales máficos, también llamados ferromagnesicos y los minerales claros son los llamados minerales félsicos.
| Clasificación     | % de minerales oscuros | Foto ejemplo | Nombre ejemplo |
| ----------------- | ---------------------- | ------------ | -------------- |
| Hololeucocratico  | <10                    |              |                |
| Leucocratico      | 10-35                  |              | Trondhjemita   |
| Mesocratico       | 35-65                  |              | Diorita        |
| Melanocratico     | 65-90                  |              |                |
| Holomelanocratico | >90                    |              | Dunita         |